# نایف الحضرمی
نایف الحضرمی (عربی: نايف عبدالرحيم الحضرمي؛ زادهٔ ۱۸ ژوئیهٔ ۲۰۰۱) بازیکن فوتبال اهل قطر است.
از باشگاه‌هایی که در آن بازی کرده‌است می‌توان به باشگاه ورزشی الریان اشاره کرد.
وی همچنین در تیم‌های ملی فوتبال زیر ۲۳ سال قطر و قطر بازی کرده‌است.